# Cegielnia (Młyniska)
Cegielnia – część wsi Młyniska w Polsce położona w województwie lubelskim, w powiecie lubartowskim, w gminie Michów.
W latach 1975–1998 miejscowość administracyjnie należała do województwa lubelskiego.